# António Horta-Osório
António Mota de Sousa Horta-Osório  (sinh ngày 28 tháng 1 năm 1964) là một doanh nhân ngành ngân hàng người Bồ Đào Nha, là giám đốc điều hành tập đoàn (CEO) của Lloyds Banking Group và chủ tịch của Credit Suisse. Ông được biết đến vì đã dẫn dắt Lloyds Banking Group thoát ra khỏi cuộc Khủng hoảng Tài chính Toàn cầu.

## Đầu đời
António Mota de Sousa Horta-Osório sinh vào tháng 1 năm 1964, ở Lisbon, con trai cả của António Lino de Sousa Horta Osório, một luật sư và nhà vô địch bóng bàn, và là cháu trai của António de Sousa Horta Sarmento Osório quá cố, một luật sư, nhà kinh tế và chính trị gia.

## Giáo dục
Horta-Osório tốt nghiệp chuyên ngành Quản lý và Quản trị Kinh doanh tại Đại học Công giáo Bồ Đào Nha, Lisbon, vào năm 1987. Ông nhận bằng MBA tại INSEAD, năm 1991, nơi ông được trao giải Henry Ford II dành cho sinh viên xuất sắc nhất năm đó. Ông theo học Chương trình Quản lý Nâng cao (AMP) tại Trường Kinh doanh Harvard vào năm 2003.

## Sự nghiệp
Năm 1987, Horta-Osório gia nhập Citibank tại Bồ Đào Nha, nơi ông trở thành phó chủ tịch và người đứng đầu Thị trường vốn cho đến năm 1990. Trong thời gian này, ông cũng giảng dạy tại Đại học Công giáo Bồ Đào Nha, nơi ông là trợ lý giáo sư và là giáo sư khách mời từ năm 1992–1996. Ông cũng là giáo sư khách mời trong Khóa học Quản lý Ngân hàng Cao cấp tại Viện Đào tạo Ngân hàng Bồ Đào Nha (IFB), từ năm 1988 đến năm 1994.
Năm 1991, ông gia nhập Goldman Sachs, làm việc trong bộ phận tài chính doanh nghiệp ở Thành phố New York và Luân Đôn, từ năm 1991 đến năm 1993. Năm 1993, ông được Emilio Botín và Ana Botín mời tham gia Santander Group và thành lập Banco Santander de Negócios ở Bồ Đào Nha (BSNP), nơi ông trở thành Giám đốc điều hành. Từ năm 1995 đến năm 2003, ông là chủ tịch Hiệp hội Cựu sinh viên INSEAD tại Bồ Đào Nha. Năm 1998, ông trở thành thành viên của Hội đồng cựu sinh viên tại Bồ Đào Nha của INSEAD, và từ năm 2003 đến năm 2007, ông là chủ tịch của hội này.
Năm 1997, Horta-Osório chuyển đến Brazil, nơi ông khởi xướng các hoạt động bán lẻ của Santander tại quốc gia này, mua hai ngân hàng bán lẻ và sáp nhập chúng thành Banco Santander Brasil, nơi ông trở thành Giám đốc điều hành (1997–1999) và Chủ tịch (1997–2000). Từ tháng 12 năm 1997, ông cũng trở thành chủ tịch của Banco Santander Bồ Đào Nha. Vào những năm 1999–2000, dựa trên một thỏa thuận giữa António Champalimaud, Tập đoàn Santander và Caixa Geral de Depósitos, Tập đoàn Santander đã trở thành chủ sở hữu của Banco Totta & Açores và Crédito Predial Português, sáp nhập các ngân hàng này vào Banco Santander de Negócios và Banco Santander Bồ Đào Nha. Sau đó, Tập đoàn đổi tên thành Banco Santander Totta.
Năm 2000, ông trở thành giám đốc điều hành của Banco Santander Totta tại Bồ Đào Nha. Ông cũng trở thành phó chủ tịch điều hành của Banco Santander ở Tây Ban Nha và là thành viên của ủy ban quản lý của nó. Ông gia nhập Abbey National với tư cách là giám đốc không điều hành vào tháng 11 năm 2004. Vào tháng 8 năm 2006, ông chuyển đến Vương quốc Anh và trở thành Giám đốc điều hành của Abbey, nơi sau đó được đổi tên thành Santander UK. Năm 2006, ông trở thành chủ tịch của Santander Totta tại Bồ Đào Nha. Năm 2008, ông dẫn đầu sự hợp nhất hai quỹ tín dụng địa phương Bradford & Bingley và Alliance & Leicester vào Santander.
Horta-Osório được bổ nhiệm làm giám đốc không điều hành của Hội đồng Ngân hàng Trung ương Anh vào tháng 6 năm 2009, và từ bỏ chức vụ này vào tháng 2 năm 2011, khi ông trở thành Giám đốc điều hành của Tập đoàn ngân hàng Lloyds vào ngày 1 tháng 3 năm 2011. Horta-Osorio khi đó là giám đốc không điều hành của EXOR NV, Fundação Champalimaud và Sociedade Francisco Manual dos Santos ở Bồ Đào Nha, thành viên của Hội đồng quản trị Stichting INPAR. Ông cũng phục vụ trong Ủy ban Chủ tịch của Confederation of British Industry (CBI) và là Chủ tịch của Wallace Collection.

### Lloyds
Vào tháng 1 năm 2011, ông gia nhập Lloyds Banking Group với tư cách là Thành viên hội đồng quản trị điều hành, và trở thành Tổng giám đốc vào ngày 1 tháng 3 năm 2011.
Vào tháng 11 năm 2011, ông xin tạm thời nghỉ việc vì kiệt sức, mà tờ báo Evening Standard được gọi là kỳ nghỉ ốm nổi tiếng nhất thành phố. Tháng sau, anh ấy thông báo rằng anh ấy đã sẵn sàng trở lại làm việc. Vào tháng 1 năm 2012, anh ấy đã viện dẫn tác động mà việc nghỉ phép của mình đối với công ty là lý do mà anh ấy không muốn nhận tiền thưởng cho năm 2011 và nói rằng "Với tư cách là giám đốc điều hành, tôi tin rằng quyền được hưởng tiền thưởng của tôi phải phản ánh hiệu quả hoạt động của nhóm".
Dưới sự lãnh đạo của ông, hoạt động tài chính của ngân hàng đã được cải thiện đáng kể. Nó quay trở lại mức độ sinh lời trước đó, giảm bớt để tập trung vào cho vay trong nước và đáp ứng các yêu cầu quy định khắt khe hơn về tỷ lệ an toàn vốn. Lloyds bắt đầu chuyển sang sở hữu tư nhân hoàn toàn, với việc Chính phủ giảm cổ phần lần lượt vào tháng 9 năm 2013 và tháng 3 năm 2014. Vào năm 2014, Horta-Osório nhận thấy lương của mình tăng hơn 50% lên 11,5 triệu bảng khi Lloyds có lãi trở lại. Lloyds thuộc sở hữu tư nhân vào tháng 5 năm 2017 với việc chi trả cho chính phủ Anh 900 triệu bảng Anh nhiều hơn so với giá trị cổ phần ban đầu.
Sau cuộc trưng cầu Brexit, Horta-Osório đã tìm cách xoa dịu lo ngại ngân hàng sẽ chuyển hoạt động ra nước ngoài như các ngân hàng khác của Vương quốc Anh đã thông báo. Anh ấy nói với Forbes, "Chúng tôi không có kế hoạch chuyển việc làm đến Luxembourg, hoặc bất kỳ nơi nào khác ở Châu Âu, khi Vương quốc Anh quyết định rời khỏi Liên minh Châu Âu... Do bản chất hoạt động kinh doanh và chiến lược ở Vương quốc Anh, Brexit có ít tác động trực tiếp đến ngân hàng của chúng tôi hơn so với các ngân hàng khác".
Năm 2017, lợi nhuận của Lloyds đã tăng 24% lên 5,3 tỷ bảng trong năm và nó đã trả cổ tức lớn nhất trong lịch sử (2,3 tỷ bảng) bao gồm cả khoản mua lại cổ phiếu trị giá 1 tỷ bảng. Nó cũng đã hoàn tất việc mua lại MBNA (ngày 1 tháng 6) và thông báo mua lại doanh nghiệp tiết kiệm và lương hưu tại nơi làm việc của Zurich tại Vương quốc Anh (ngày 12 tháng 10)  của Tập đoàn Ngân hàng Lloyds.
Vào tháng 7 năm 2020, Horta-Osório thông báo rằng ông sẽ thôi giữ chức giám đốc điều hành của Lloyds Banking Group vào mùa hè năm 2021.

### Ngân hàng Credit Suisse
Vào tháng 12 năm 2020, Credit Suisse thông báo rằng, từ tháng 4 năm 2021, Horta-Osório sẽ kế nhiệm Urs Rohner với tư cách là chủ tịch hội đồng quản trị . Rohner tự mô tả mình là "cực kỳ hạnh phúc" với việc bổ nhiệm này.  Horta-Osório sẽ là chủ tịch không phải người Thụy Sĩ đầu tiên trong lịch sử ngân hàng này .

## Danh hiệu và giải thưởng
Horta-Osório được phong làm Chỉ huy Order of Civil Merit Tây Ban Nha vào tháng 8 năm 1998. Vào tháng 10 năm 1998, Brazil đã trao tặng cho ông ta Huân chương Thập tự giá miền Nam.
Vào tháng 6 năm 2009, ông được trao tặng tước hiệu tiếng Tây Ban Nha là Encomienda de Numero của Orden de Isabel la Catolica (Chỉ huy của Order of Isabella the Catholic).
Ông đã được trao bằng tiến sĩ danh dự bởi Đại học Edinburgh vào tháng 6 năm 2011, Đại học Bath vào tháng 7 năm 2012, Đại học Warwick năm 2015 và Đại học Birmingham vào năm 2019. Bồ Đào Nha đã trao tặng cho ông Huân chương Công đức Grã-Cruz vào tháng 6 năm 2014, danh hiệu công đức cao nhất của nước này.
Horta-Osório đã giành được giải thưởng của Euromoney cho nhân viên ngân hàng xuất sắc nhất năm 2013. Năm 2018, ông được trao tước vị Quyền tự do của Thành phố Luân Đôn và năm 2019 được nhận Huy chương Hiệp hội Chính sách Đối ngoại, Giải Công dân Doanh nghiệp Người Mỹ gốc Anh và Giải thưởng Thành tựu Cựu sinh viên INSEAD.

## Cuộc sống cá nhân
Horta-Osório và vợ Ana có ba người con và sống ở Chelsea, London. Ông là một thợ lặn, và rất thích chơi quần vợt và cờ vua.
Horta-Osório ủng hộ Vương quốc Anh ở lại trong Liên minh Châu Âu.
Vào tháng 8 năm 2016, Horta-Osório đã đưa ra lời xin lỗi trong một email gửi tới 75.000 nhân viên của ngân hàng Lloyds vì những vi phạm được báo cáo trong cuộc sống cá nhân của ông khi đi du lịch nước ngoài. Ông giải thích rằng không có sai sót về tài chính, vì ông đã tự mình thanh toán tất cả các chi phí của mình và cho biết rằng ông không có ý định rời tập đoàn do vi phạm này. Ông viết: "Tôi vô cùng hối hận vì tiếp tục là nguyên nhân gây ra quá nhiều dư luận bất lợi và thiệt hại cho danh tiếng của tập đoàn." Hành động của ông được cho là đã vi phạm quy tắc trách nhiệm cá nhân đối với nhân viên Lloyds mà chính ông đã đưa ra.

## Sức khỏe tinh thần
Horta-Osório đã phát biểu công khai rằng quá trình khôi phục Ngân hàng Lloyds "gần như đã phá tan" sức khỏe tâm thần của ông. Ông đã trở thành một nhà vận động nổi tiếng cho việc người sử dụng lao động cần hỗ trợ nhân viên của họ trước những thách thức về sức khỏe tâm thần.
Tại Lloyds, ông giám sát việc đào tạo hàng nghìn sơ cứu viên sức khỏe tâm thần, trong khi ông và khoảng 200 giám đốc điều hành cấp cao khác trải qua 12 tháng "Chương trình phục hồi khả năng lãnh đạo tối ưu" do bác sĩ tâm thần của ông, Tiến sĩ Stephen Pereira, nghĩ ra. Kể từ tháng 1 năm 2017, sự hợp tác của Lloyds Banking Group với Mental Health UK đã quyên góp được 11 triệu bảng Anh và cho phép 14.000 giờ tình nguyện và 40 hỗ trợ nhóm. Hợp tác này cũng điều hành dịch vụ Tư vấn về Sức khỏe Tâm thần và Tiền bạc.
Horta-Osório cũng tham gia cùng với Vương tử William trong việc ra mắt "cổng vào" Sức khỏe tâm thần tại nơi làm việc của Mind vào năm 2018; và là thành viên của Lloyds 'của Liên minh Sức khỏe Tâm thần Thành phố. Ông đã được ca ngợi rộng rãi vì chiến dịch chống lại việc coi các vấn đề sức khỏe tâm thần là chủ đề cấm kỵ; Simon Blake OBE, giám đốc điều hành của Viện trợ giúp sức khỏe tâm thần (MHFA) Anh, đã nói sự cởi mở về vấn đề của chính ông là một sự "truyền cảm hứng".
Vào năm 2020, hoạt động nâng cao nhận thức về sức khỏe tâm thần của Tập đoàn Ngân hàng Lloyds đã giành được giải Vàng trong Tiêu chuẩn về Người khuyết tật của Diễn đàn Người khuyết tật.

## Nghệ thuật
Năm 2015, Horta-Osório được bổ nhiệm làm chủ tịch của Bộ sưu tập nghệ thuật Wallace nổi tiếng, bộ sưu tập nghệ thuật tư nhân có giá trị nhất từng được thừa kế cho Vương quốc Anh. Vào năm 2019, trong nhiệm kỳ của ông, phòng trưng bày đã nới lỏng chính sách "không cho vay" truyền thống và bắt đầu cho vay và nhận tạm thời các tác phẩm được chọn  - ví dụ tác phẩm "Perseus và Andromeda" của Titian cho triển lãm năm 2020 của National Gallery,  Titian: Love, Desire, Death . Giám đốc bộ sưu tập, Xavier Bray, ca ngợi sự thay đổi này như một "cuộc cách mạng", "giống như mang lại luồng gió mới cho bộ sưu tập và làm cho bộ sưu tập sống lại". Chức vụ chủ tịch của Horta-Osório đã được gia hạn vào năm 2019.
Horta-Osório cũng là một nhà sưu tập nghệ thuật nổi bật của Bồ Đào Nha, đặc biệt với các tác phẩm nghệ thuật được thực hiện dưới sự bảo trợ của Bồ Đào Nha ở vùng biển châu Á từ thế kỷ 16 đến thế kỷ 18. Bộ sưu tập bao gồm các đồ vật được tạo ra ở Trung Quốc, Nhật Bản và Ấn Độ (đặc biệt là Gujarat), thường bằng các vật liệu quý hiếm như mai rùa, xà cừ và ngà voi và pha lê đá. Ông cũng có một số bộ cờ vua thời kỳ đầu.